# Скот (окръг, Айова)
Вижте пояснителната страница за други значения на Скот.
Окръг Скот (на английски: Scott County) е окръг в щата Айова, Съединени американски щати. Площта му е 1212 km², а населението - 166 650 души. Административен център е град Давенпорт.